# ДД (тип речных судов)

ДД, «Голубь», «Онежец» — тип однопалубных винтовых дизельных буксиров с  рубкой на полубаке. 
Строились серийно суда 433 проекта — на Ленинградском судостроительном заводе "Пелла", Ярославском судостроительном заводе,  проекта ТМ-73 на Рижском судоремонтно-судостроительном заводе, Онежский машиностроительный завод (Петрозаводск); судоремонтно-судостроительном заводе имени Андре Марти (Украина, г. Одесса.
Первый  буксир проекта 73 Онежского машиностроительного завода был спущен на воду 30 октября 1950 года. Часть буксиров через Северный Ледовитый океан были направлены заказчикам на реки Обь, Енисей, Лена, а также на Камчатку и во Владивостокский порт. Онегзавод производил данные суда до 1956 года.
Экипаж — 6 человек, минимальный - 2 человека.